# Льюисия
Льюисия, или Леви́зия (лат. Lewīsia), — род травянистых растений семейства Монтиевые (Montiaceae), ранее относили к семейству Портулаковые (Portulacaceae).
В природе встречаются в западной части Северной Америки. Род назван в честь исследователя этого края М. Льюиса, нашедшего эти растения в 1806 году. Род насчитывает около 20 видов. Растения обитают на довольно больших высотах (в зависимости от вида — от 800 до 4000 м над уровнем моря) и предпочитают каменистые, щебнистые почвы.

## В культуре
В садовой классификации растения разделяют на две группы: с вечнозелеными листьями и с отмирающей на зиму надземной частью. Растения первой группы критичнее к влаге, более подвержены загниванию, но декоративнее, растения же второй группы неприхотливее.
Льюисии выращивают на альпийских горках. Без дренажа они быстро выпреют от избытка влаги в почве, а в окружении пышных цветов будут неумолимо задавлены более сильными и мощными соседями. В благоприятных же условиях левизии могут жить десятилетиями, известны и сорокалетние, и более почтенного возраста экземпляры.
Самый популярный у цветоводов вид — льюисия туполистная (Lewisia cotyledon), второй по распространенности в культуре вид льюисия карликовая (Lewisia pygmaea). По выносливости же её считают лучшей, но в красочности она заметно уступает льюисии туполистной. Льюисия невадская (Lewisia nevadensis) с чисто-белыми цветками походит на карликовую. Менее распространённый вид: льюисия воскресающая (Lewisia rediviva).
Идеальное место для посадки — восточный или западный склон горки; для розеточных вечнозеленых видов — расщелина между камнями с сильным наклоном (чтобы в розетке не скапливалась вода); для видов, образующих куртинки, — осыпь или ровный участок. Почва при этом должна быть воздухопроницаемой и водопроницаемой, плодородной, с примесью гравия или крупнозернистого песка.
Льюисии размножают семенами. Они всегда чёрного или очень темного коричневого цвета, блестящие, довольно крупные. Сеять проще всего под зиму, в октябре-ноябре. Можно сеять и дома, со стратификацией в холодильнике при температуре от 0 до плюс 4 °С в течение не менее двух недель. Всходы могут быть неравномерными.
Молодые растения легко переносят пикировку и пересадку, но очень чувствительны к избытку влаги в почве, впрочем как и к пересыханию. Поэтому для посева и выращивания сеянцев оптимальна смесь из компоста и крупнозернистого песка в соотношении 1:2.
При посеве в домашних условиях некоторые экземпляры могут зацвести уже следующей весной, растения подзимнего посева в саду могут зацвести только через две зимы. Посевы могут быть сильно повреждены слизнями.
Черенками в основном размножают сортовые растения. От взрослого растения аккуратно отрезают дочерние розетки, подсушивают, обрабатывают фунгицидом, стимулятором корнеобразования и высаживают в рыхлую бедную смесь в холодный парник при рассеянном освещении. До появления корешков вокруг черенков поддерживают влажную прохладную атмосферу. После появления щетки корней растеньица можно высаживать на место, постепенно приучая к солнцу.
В литературе описывается размножение листовыми черенками.

## Таксономия
Род включает 17 видов:
- Lewisia brachycalyx Engelm. ex A.Gray
- Lewisia cantelovii J.T.Howell

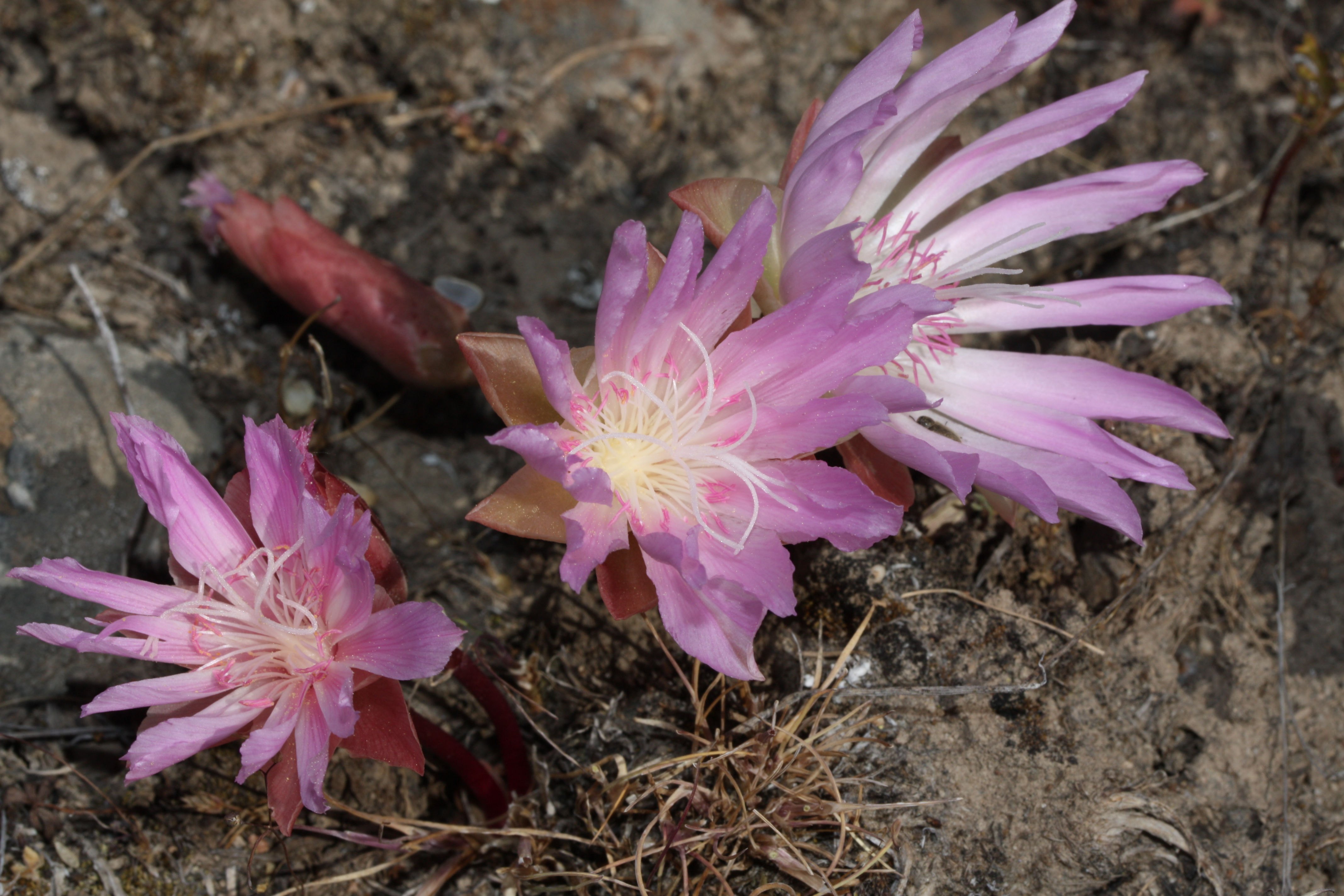
Lewisia rediviva

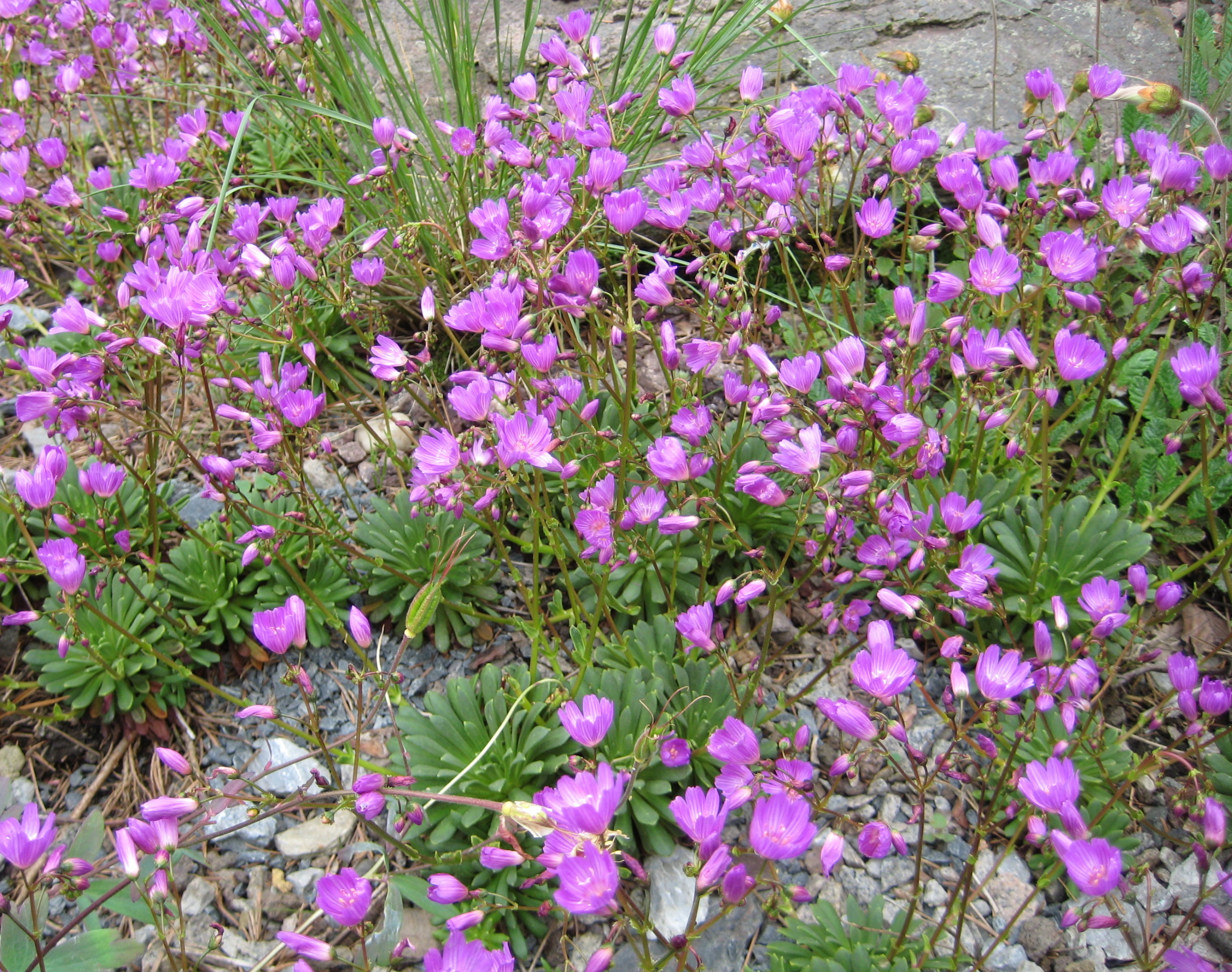
Lewisia columbiana

- Lewisia columbiana (Howell ex A.Gray) B.L.Rob.
- Lewisia congdonii (Rydb.) S.Clay
- Lewisia cotyledon (S.Watson) B.L.Rob.
- Lewisia disepala Rydb.
- Lewisia kelloggii K.Brandegee
- Lewisia leeana (Porter) B.L.Rob.
- Lewisia longipetala (Piper) S.Clay
- Lewisia maguirei A.H.Holmgren
- Lewisia nevadensis (A.Gray) B.L.Rob.
- Lewisia oppositifolia (S.Watson) B.L.Rob.
- Lewisia pygmaea (A.Gray) B.L.Rob.
- Lewisia rediviva Pursh
- Lewisia sacajaweana B.L.Wilson
- Lewisia stebbinsii Gankin & W.R.Hildreth
- Lewisia ×whiteae Purdy